# Ley de Autonomía Local (Japón)
La Ley de Autonomía Local (地方自治法 Chihō-jichi-hō?) de Japón fue aprobada por la Cámara de Representantes y la Cámara de Consejeros el 28 de marzo de 1947 y se promulgó como la Ley No.67 el 17 de abril de 1947. Es una ley de descentralización que establece gran parte de las estructuras contemporáneas del gobierno local, incluyendo prefecturas, municipios y otras entidades. La ley fue reformada el 16 de julio de 1999 rebajando las funciones administrativas cedidas a las administraciones locales y estableciendo un Comité de Resolución de Conflictos Nacional-Local.

## Entidades públicas locales
Las entidades públicas locales (地方公共団体, chihō kōkyō dantai?) (EPL) se jerarquizan de la siguiente manera:
- EPL ordinarias
  - Prefecturas
  - Municipios
    - Ciudades
    - Pueblos
    - Villas
- EPL especiales (lista incompleta)
  - Barrios especiales de Tokio
  - Uniones de EPL
    - Uniones operativas parciales
    - Uniones operativas completas
    - Uniones operativas de oficina
    - Uniones regionales

  - Distritos de propiedad
  - Empresas de desarrollo regional

Las Entidades Públicas Locales Ordinarias son los gobiernos locales básicos. La diferencia entre EPL ordinarias y especiales es principalmente relevante bajo la constitución de Japón, la cual otorga a las EPL ordinarias derechos particulares, incluyendo:
- Elecciones directas (Artículo 93.2)
- El derecho a legislar (Artículo 94)
- Referéndum ciudadano antes de promulgar cualquier decreto que afecte expresamente al EPL (artículo 95)